# البطولات الوطنية الأمريكية 1939 (كرة مضرب)
قائمة بالأبطال في 1939 البطولات الوطنية الأمريكية لكرة المضرب (المعروفة الآن باسم أمريكا المفتوحة):

## الكبار

### فردي رجال
بوبي ريجز هزم  ويلبي فان هورن 6-4 6-2 6-4

### فردي سيدات
آليس ماربيل هزم  هيلين جاكوبز 6-0, 8-10, 6-4